# Nationalversammlung (Lesotho)
Die Nationalversammlung (National Assembly) ist das Unterhaus im Zweikammersystem von Lesotho.
In die Nationalversammlung von Lesotho werden 120 Abgeordnete für jeweils fünf Jahre gewählt. 80 Sitze werden in direkter Wahl in 80 Wahlkreisen vergeben, 40 Sitze nach dem Verhältniswahlrecht über Listen. Dabei werden diejenigen Parteien bedacht, die bei der Vergabe der 80 Direktmandate – bezogen auf die Summe 120 – unterproportional viele Sitze erhalten haben. Die Listen sind nach dem „Zebra-System“ abwechselnd aus Männern und Frauen zusammengesetzt.
Die Nationalversammlung befindet sich in der Hauptstadt Maseru. Parlamentspräsident (Speaker) ist seit 2017 Sephiri Motanyane von der All Basotho Convention (ABC).

## Geschichte
Der Basutoland National Council (BNC), die Vertretung der Basotho, wurde kurz vor der Unabhängigkeit Lesothos 1966 durch ein Zweikammersystem aus Senat und Nationalversammlung ersetzt. Die Nationalversammlung ist dabei das einzige gesetzgebende Parlament. Die Partei oder Koalition mit der Mehrheit der Parlamentssitze bestimmt den Premierminister. Der Premierminister kann nur durch ein konstruktives Misstrauensvotum abgelöst werden. Der Premierminister kann aber in einem solchen Fall Neuwahlen ausrufen, wie 2017 geschehen.
Bei der Wahl 1965 gab es 60 Wahlkreise, die nach dem Mehrheitswahlrecht vergeben wurden. 1970 waren es weiterhin 60 Wahlkreise, die Wahl wurde jedoch annulliert und die Verfassung durch Premierminister Leabua Jonathan außer Kraft gesetzt. 1974 wurde die Interim National Assembly (etwa: „Zwischenzeitliche Nationalversammlung“) gegründet, die mit geringen Befugnissen ausgestattet war. Erst 1985 wurden Wahlen anberaumt, die aber von den Oppositionsparteien boykottiert wurden, so dass die Basotho National Party alle 60 Sitze erhielt. 1986 wurde das Parlament mit der Machtübernahme der Militärs unter Justin Lekhanya aufgelöst. 1990 wurde von der Militärregierung mit der National Constituent Assembly („Nationale Verfassungsversammlung“) erneut ein Scheinparlament eingerichtet.
Mit der Rückkehr zur Demokratie 1993 wurde die Nationalversammlung mit 65 direkt gewählten Abgeordneten wiedergegründet. Alle Sitze gewann die Basutoland Congress Party, so dass es keine parlamentarische Opposition gab. Zur Wahl 1998 wurde die Zahl der Abgeordneten auf 80 erhöht, es gab aber nur einen oppositionellen Parlamentarier, worauf es zu Unruhen kam. Daher kam ab der Wahl 2002 ein neues System zum Tragen, das 80 durch Mehrheitswahlrecht und 40 über das Verhältniswahlrecht zu vergebende Mandate vorsah. In der Folge erhöhte sich die Zahl der in der Nationalversammlung vertretenen Parteien stark. Es kam zur Gründung oder Übernahme von Vasallenparteien, um neben Direktmandaten weitere Listenmandate zu erhalten (Lesotho Workers’ Party, National Independent Party). Zur Wahl 2012 wurde diese Möglichkeit wieder abgeschafft, da jeder Wähler nur noch eine Stimme hatte.
Zu Beginn der Staatskrise in Lesotho 2014 ließ der damalige Premierminister Thomas Thabane die Nationalversammlung schließen, um ein Misstrauensvotum zu vermeiden. In der Folge kam es zu einem versuchten Staatsstreich und zahlreichen weiteren Verwicklungen, die nur nach Interventionen der Entwicklungsgemeinschaft des südlichen Afrika gelöst werden konnten.
Ende Februar 2017 kam es zum floor crossing. Dabei verließen zahlreiche direkt gewählte Abgeordnete des Democratic Congress die Regierungsbänke und setzten sich auf die Seite der Opposition. Weitere wechselwillige, nach dem Verhältniswahlrecht gewählte Parlamentarier wechselten nicht, da ihr Mandat an die Partei gebunden war, erklärten aber ihre Zugehörigkeit zur Opposition. Am 1. März 2017 verlor die Regierung von Pakalitha Mosisili ein Misstrauensvotum. 
2019 ließ erneut Thabane das Parlament schließen, da abermals ein Misstrauensvotum gegen ihn bevorstand, ebenso im März 2020. Das Verfassungsgericht urteilte am 17. April 2020, dass die Schließung illegal sei.

## Sitzungssaal
Die Sitze sind U-förmig angeordnet. Zur Rechten des speaker sitzen die Abgeordneten der Regierungsparteien, vorn der Premierminister und die Minister. Zur Linken sitzen die Abgeordneten der Oppositionsparteien, mit dem Oppositionsführer vorn beim speaker.

## Wahlen 2017
Die letzte Wahl fand am 3. Juni 2017 statt. Wie schon 2012 und 2015 erhielten alle großen Parteien Mandate nach dem Verhältniswahlrecht. Drei Sitze wurden wegen Todesfällen von Kandidaten in einer Nachwahl vergeben.
| Sitzverteilung im Parlament von Lesotho nach den Wahlen vom 3. Juni 2017, einschließlich Nachwahl am 30. September 2017 |       |  |  |
| Partei | Sitze |  |  |
| All Basotho Convention (ABC)                                                                                            | 51    |  |  |
| Democratic Congress (DC)                                                                                                | 30    |  |  |
| Lesotho Congress for Democracy (LCD)                                                                                    | 11    |  |  |
| Alliance of Democrats (AD)                                                                                              | 9     |  |  |
| Movement for Economic Change (MEC)                                                                                      | 6     |  |  |
| Basotho National Party (BNP)                                                                                            | 5     |  |  |
| Popular Front for Democracy (PFD)                                                                                       | 3     |  |  |
| Reformed Congress of Lesotho (RCL)                                                                                      | 1     |  |  |
| National Independent Party (NIP)                                                                                        | 1     |  |  |
| Marematlou Freedom Party (MFP)                                                                                          | 1     |  |  |
| Basutoland Congress Party (BCP)                                                                                         | 1     |  |  |
| Democratic Party of Lesotho (DPL)                                                                                       | 1     |  |  |
| Summe | 120   |  |  |
| |       |  |  |